# Nissen (adelsslægt)
 For alternative betydninger, se Nissen. (Se også artikler, som begynder med Nissen)
Nissen eller Nissen-Benzon er en dansk slægt fra Sønderjylland, hvoraf en gren blev adlet 1710. Den adlede gren er uddød, men den borgerlige gren lever endnu i Norge. Nissen er et meget udbredt efternavn i Sønderjylland, så slægten kan nemt forveksles med andre slægter.

## Slægten på Oldemorstoft
Slægten føres tilbage til en Henrik Lorentzen (Schack), jæger hos Hartvig Rantzau, som 1484 fik kongebrev på gården Oldemorstoft i Bov sogn. 1528 bekræftede kong Frederik I gårdens privilegier for de to sønner, Jep og Lorentz Henrichsen. De delte gården imellem sig, Jep byggede Vestergården og Lorentz Østergården. Navnet Oldemorstoft (eller Voldemarstoft) blev synonym med begge gårdene. I 1536 konfirmerede kong Christian III deres privilegier. Vestergården blev overtaget af sønnen Asmus Jepsen. Fik i 1561 stadfæstelse på gårdens privilegier. Sønnen Nis Asmussen (død 1625) overtog gården. Han fik gårdens privilegier bekræftet i 1605 og arvede ved samme tid hvervet som herredsfoged for Vis herred efter sin morbror. Sønnen Lorentz Nissen (1603 - 7. september 1655) overtog efter faderens død gården og hvervet som herredsfoged. 1626 gift med Anna Nissen, datter af Nis Hansen på Hajstrup, Bylderup sogn, herredsfoged i Slogs herred. Kong Christian IV var jævnligt gæst på Oldemorstoft (adskillige breve dateret her). Gæsteriet var en forpligtelse, som fulgte med gårdens privilegier, men så havde man også ret til almindeligt krohold. 1649 fik Lorentz Nissen af den nye konge, Frederik III, bekræftelse på gårdens friheder. Efter hans død blev gården og hvervet som herredsfoged overtaget af sønnen Nikolaj Nissen (no) (29. maj 1627 på Oldemorstoft - 19. april 1684 i Hamborg). Nicolaus Nissen blev 1659 udnævnt til krigskommissær i Jylland, blev ejer af Lerbæk og Rugballegård i Hover sogn ved Vejle. Nicolaus opholdt sig kun lidt på Oldemorstoft, så broderen Hans var indtil sin død 1660 stedfortrædende herredsfoged. 1674 solgte Nicolaus Nissen Vestergård til Nis Lorentzen på Østergård, der samtidigt endeligt overtog hvervet som herredsfoged. Nicolaus Nissen viedes 7. maj 1661 i København med Magdalene Boysen (18. december 1644 i København - 29. februar 1676 i Viborg), parret boede i Viborg, han blev 1680 landsdommer i Nørrejylland. Prædikestolen i Hover kirke blev skænket af Nikolaj og Magdalena Nissen og bærer deres navne og våben. De fik blandt andet sønnerne etatsråd Herman Lorentz Nissen (1663-1717) til Brantbjerg og kancelliråd, krigskommissær Nicolaus Nissen (1664-1717) til Lerbæk og Rugballegård.

## Adelsslægten
Etatsråd Herman Lorentz Nissen (1663-1717) blev 3. november 1710 optaget i den danske adelstand. Han var gift med Ida Sophie Amalie Glud (1672–1703), datter af biskop i Viborg Søren Glud (adlet 1679) og Ida Christine Moth, en søster af Sophie Amalie Moth. Herman Lorentz Nissen kaldtes blot Lorentz Nissen, han fik 1697 skøde på Brandbjerg og solgte samme år. Han var amtsforvalter i Segeberg amt. Blev 1693 landkommissær i Jylland. 1697 krigskommissær i Slesvig og Holsten, 1710 udnævnt til etatsråd. Deres sønner var Ulrik Christian Nissen(-Benzon) til Skærsø (1691-1756), guvernør i Trankebar og kommandant på Dansborg i Ostindien fra 1718, senere etatsråd, stiftamtmand over Trondhjems Stift, stiftamtmand over Aarhus Stift, amtmand over Københavns Amt, medlem af Højesteret 1744-56 og ridder af Dannebrogordenen 1747, og Christian Siegfried Nissen-Benzon til Skærsø (1700-1763), der var generalmajor. De antog navnet Benzon (3. adelige linje af 1679) da de arvede stamhuset Skærsø fra deres kusine Sophie Amalia Benzon til Skærsø i 1754. Slægten uddøde på mandslinjen 1763 med general Nissen-Benzon.

## Nulevende borgerlig slægt
Den nulevende slægt stammer fra Nicolai Nissen (1664–1717) (no) til Lerbæk og Rugballegård. Nicolaus Nissen var kancelliråd fra 1705 og krigskommissær i Skåne (under Den Store Nordiske Krig) og i Jylland. Han var gift med Elisabeth Sophie Banner-Høeg (1669-1739), datter af Gregers Ulfstand Banner-Høeg til Vang og Birgitte Kaas («Kaas med muren»), datter af Jørgen Kaas. Af deres barn var sønnen Gregers Høeg Nissen (1709-1773) viceguvernør og borgerkaptajn i den danske koloni St. Croix, Lorenz Nissen var plantageejer på St. Croix, Christian Ditlev Nissen var skriver og kancelliråd og Nicolai (Nicolaus) von Nissen (1692-1772) var infanterikaptajn i det Vesterlenske Infanteriregiment i Norge. Nicolai von Nissen havde ret til at kalde sig von, fordi han var officer. Hans datter Andrea Jaspara Nissen (1725-1772) var gift med sorenskriver (dommer) i Øvre Telemark Hans Paus (1721-1774). Blandt deres efterkommere er skibsreder Nicolai Nissen Paus (1811-1877) og præsident i Norges Røde Kors Nikolai Nissen Paus (1877-1956).
Christian Ditlev Nissen var fader til professor juris ved Sorø Akademi, vicelandsdommer, etatsråd Hans Nicolai Nissen (1755-1815), hvis søn, sognepræst i Nysted, provst Ludvig August Nissen (1799-1848) var bedstefader til brødrene, operasanger Helge Nissen (1871-1926) og ingeniør Niels Frederik Nissen (1869-1935). En anden søn af Hans Nicolai Nissen var prokurator Christian Ditlev Høegh Nissen (1790-1867), som var fader til prokurator, branddirektør, sparekassedirektør i Kalundborg Laane- og Sparekasse Sophus Ferdinand August Nissen (1832-1901).
Medlemmer af slægten lever i Norge.